# Izbiceni
Izbiceni là một xã thuộc hạt Olt, România. Dân số thời điểm năm 2002 là 5190 người.